# Astrantia
- Commons
- Wikispecies

Astrantia L. é um género botânico pertencente à família Apiaceae.

## Espécies
- Astrantia bavarica
- Astrantia carniolica
- Astrantia major
- Astrantia maxima
- Astrantia minor
- «Lista completa»

## Classificação do gênero
| Sistema | Classificação                    | Referência               |
| ------- | -------------------------------- | ------------------------ |
| Linné   | Classe Pentandria, ordem Digynia | Species plantarum (1753) |